# 盛京银行

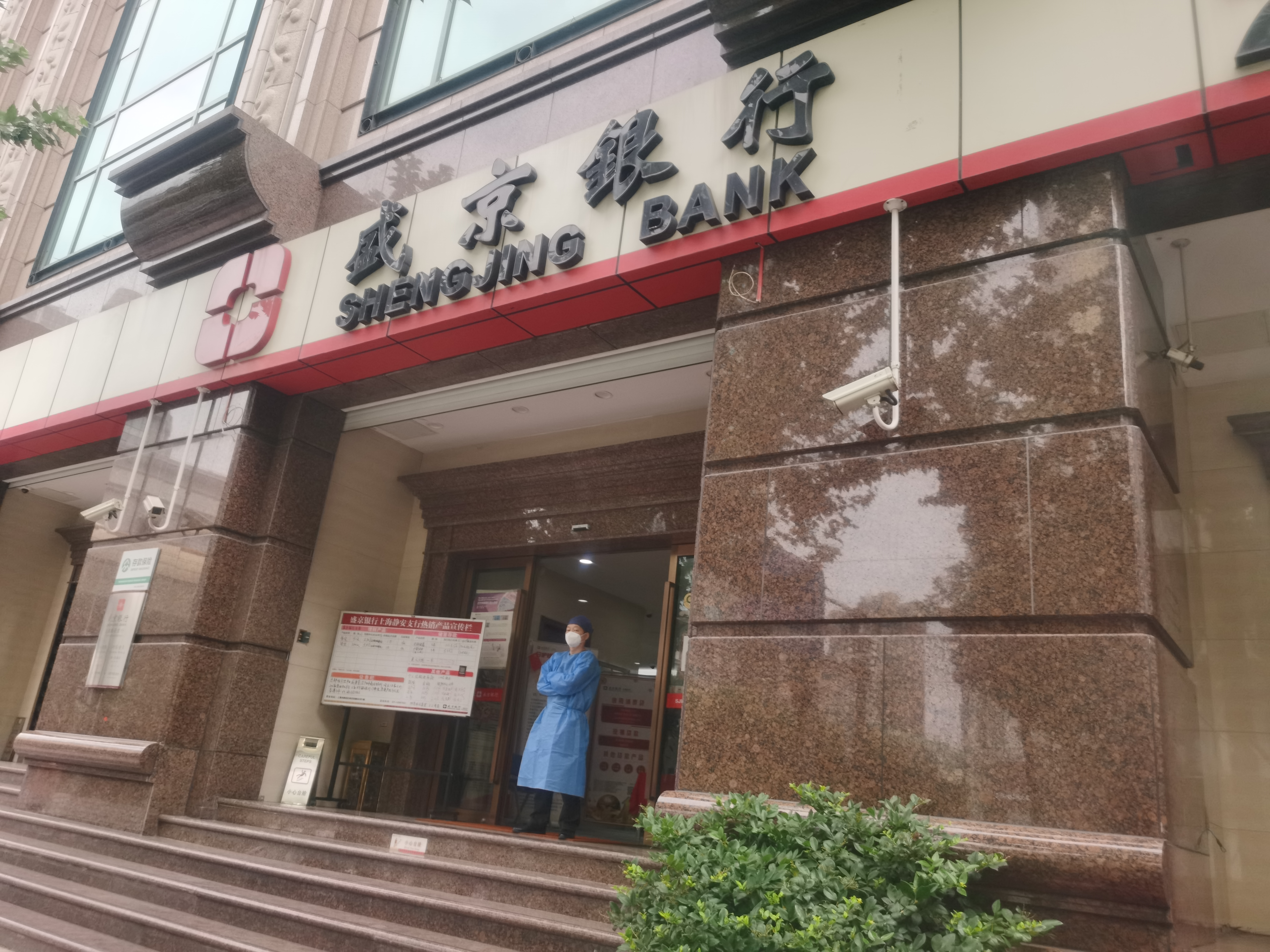
盛京银行上海静安支行

盛京银行（港交所：2066），是总部位于中国辽宁省沈阳市的一家股份制城市商业银行，前身是沈阳市商业银行，2007年2月经中国银监会批准更名为盛京银行，是沈阳市第一家总部银行，中国东北地区成立最早、规模最大的城市商业银行。

## 历史
2007年8月盛京银行天津分行开业，成为继上海银行、北京银行之后全国第三家实现跨省设立分支机构的城市商业银行。截止2009年末，盛京银行资产总额已达1500亿元；各项存款余额突破1千亿元；贷款余额650亿元；资本充足率12.5%；不良贷款率为0.94%。截止2017年5月，在北京、上海、天津、长春、大连、营口、葫芦岛、鞍山、本溪、朝阳、盘锦、抚顺、锦州、阜新、丹东、辽阳、铁岭等城市设有分行。
2014年12月，盛京銀行在香港進行公開招股，發行13.75億股，最多集資達107億港元。盛京銀行引入周大福、中渝置地主席張松橋、盛源控股、保興資本（天順證券前身，已被中國民生銀行收購，易名民銀資本）及中策集團合共5個基礎投資者。
2016年5月8日，中國恆大以每股12元向華人置業附屬购入盛京銀行逾5.77億股，佔已發行總股本9.96%，涉資為69.26億港元。
2019年6月20日，恒大集團子公司恆大集團（南昌）有限公司，以每股6元認購價，認購盛京銀行內資股22億股，總代價132億人民幣現金，持股比例將從17.28%增至36.4%，成为盛京银行实际控制人。
2019年6月20日，盛京銀行以孫粗洪旗下的正博及羅琪茵所擁有的Future Capital訂立H股認購協議，以每股約6.818182港元(相當於約6元人民幣)各自配發4億股H股，各相當於27.2億元。孫粗洪及羅琪茵目前分別持有公司0.36%及0.18%股份，完成認購及發行股份後，持股將分別增至4.78%及4.67%。
2021年7月22日，沈阳副市长高伟在盛京银行调研时表示，支持沈阳市属国企逐步增持盛京银行，并指盛京银行应“全面加强党（中国共产党）的领导，回归本源，服务本土和实体经济，加快建设成一家好银行”，引发市场关注。
2021年9月29日，盛京银行部分非流通内资股被恒大集团旗下一家全资子公司出售，占盛京银行已发行股份的19.93%，共计约15亿美元。至2022年9月，沈阳市和平区国有资产经营有限公司等7家公司接手恒大系所持有的盛京银行12.82亿股份，至此恒大系全部退出盛京银行。此后在2023年10月，恒大集团陷入违法犯罪风波，盛京銀行遭遇網上大額轉帳，也自9日起該行已經開始嚴格限制手機網上轉帳。